# Nortonia aegyptiaca
Nortonia aegyptiaca är en stekelart som först beskrevs av Henri Saussure.  Nortonia aegyptiaca ingår i släktet Nortonia och familjen Eumenidae. Inga underarter finns listade i Catalogue of Life.